# Emil Butu
Emil Butu – rumuński zapaśnik walczący w stylu wolnym. Brązowy medalista mistrzostw Europy w 1972 roku.